# الدار الجديد (حبيش)

تعديل مصدري - تعديل

الدار الجديد محلة تابعة لقرية النجر، التابعة لعزلة المشيرق بمديرية حبيش إحدى مديريات محافظة إب في الجمهورية اليمنية، بلغ تعداد سكانها 61 حسب تعداد اليمن لعام 2004.